# La Guardia Plaza
La Guardia Plaza is een kantorencomplex in Teleport, Amsterdam. De hoogste toren behoort tot de twintig hoogste gebouwen van de hoofdstad. Het complex bestaat uit vier torens, genummerd van A t/m D, zichtbaar gemaakt met grote letters boven de ingang. De hoogste toren (D) is 90 meter hoog. In La Guardia Plaza huist sinds de opening het hoofdkantoor van het UWV.

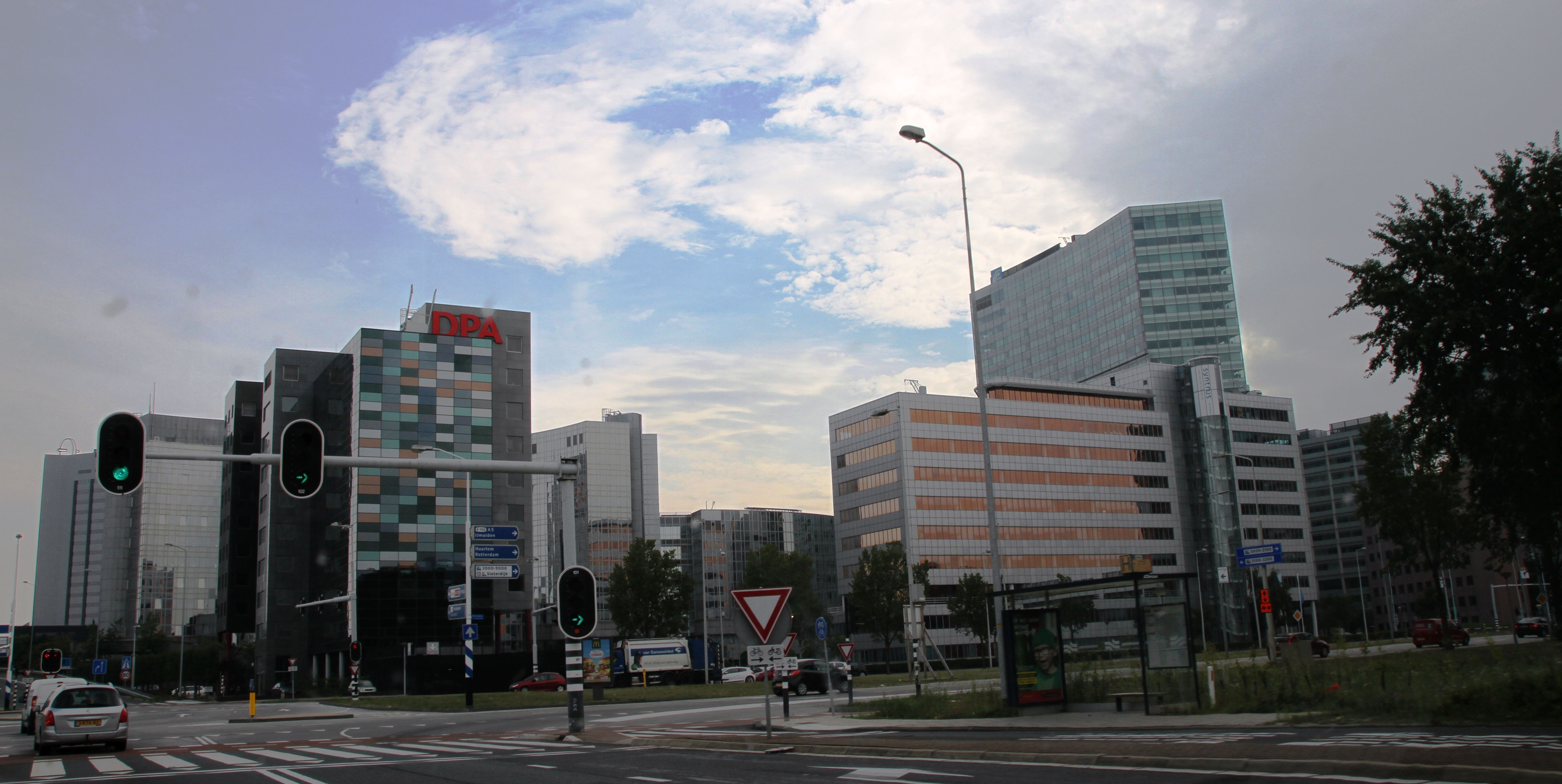
La Guardia Plaza (rechts) gezien in zuidelijke richting vanaf de afrit Amsterdam-Sloterdijk op ringweg A10